# 本·库珀
本杰明·P·库珀（Benjamin P. Cooper，1982年2月24日—）是一位歌手、词曲作家、乐器演奏家及画家，来自于美国佛罗里达州杰克逊维尔。他目前以“Radical Face”为艺名发行音乐，其代表作是2007年收录在首张同名专辑中的单曲《Welcome Home》。库珀曾参与多个音乐项目：与Alex Kane共同组建乐队Electric President、与Rick Colado合作的The Clone Project，以及Unkle Stiltskin乐队。

## 早期生活
本·库珀出生于佛罗里达州杰克逊维尔，成长在一个有九个兄弟姐妹的家庭。他早年便因对绘画的热爱而表现出独特的创作天赋，中学时期他便已经开始与朋友制作短片并接触音乐创作。
14岁时，库珀向父母公开了自己的同性恋身份，随后被继父逐出家门。谈及这段经历时，他表示“这段经历教会了我如何自立……虽然不推荐这种方式，但它确实让我受益匪浅。特别是作为自由音乐人，许多事情我都能从容应对”。库珀成年后，发现他的继父性侵了他的侄女。最终本收养了他的侄女，并在其继父的审判中充当证人。在开始他的《The Family Tree》三部曲计划时，他本来打算讲一个虚构的故事，而由于其创作时生活中发生的事情，在他第三张系列专辑《The Leaves》中，则直接写了他的家人。
在19岁时，库珀决定成为一名作家，并写了两本书。然而，在电脑死机之前，他没有及时备份文件，于是他将电脑搬到屋外用锤子砸毁。就是在这一系列事件发生后，库珀开始自己创作音乐，通过在当地演出意外地开启了他的职业生涯，尽管他最初的本意并非如此。据报道，库珀早期作品大多录制于自家屋外的工具棚内。

## 职业生涯

### 早期生涯与Unkle Stiltskin（2000–2003）
2002年，库珀与科里·卢普（Corey Loop）及后来的贝斯手/吉他手亚历克斯·凯恩（Alex Kane）组建了Unkle Stiltskin乐队。他们共同录制了歌曲，但从未进行过现场演出，也没有发行过实体唱片。

### Electric President（2003-2010）
（主条目：英语维基百科的Electric President）
库珀于2000年结识亚历克斯·凯恩（Alex Kane），二人后来组建了名为Radical Face vs Phalex Sledgehammer的乐队，后更名为Electric President，并被要求在该乐队中代替主唱的位置。库珀认为这是其职业生涯的首次专业突破，但在与唱片公司合作发行音乐时遭遇阻力。2010年，在与Electric President合作发行了第三张专辑《The Violent Blue》后，凯恩和库珀便开始专注于其他项目。与此同时，库珀以Radical Face为名开启了《Family Tree》专辑的创作。

### Radical Face（2003年至今）
（主条目：英语维基百科的Radical Face）
《Ghost》（2007）
（主条目：英语维基百科的Ghost）
《Ghost》是Radical Face于2007年3月发行的首张正式录音室专辑。单曲《Welcome Home》因被尼康相机广告采用而广为人知，此后多次出现在商业广告、电影及电视剧中。
《The Family Tree》三部曲（2011–2016）
2011年，库珀启动名为"The Family Tree"的计划，通过三部曲专辑讲述一个虚构家族的跨代际故事。该系列多首曲目被影视作品收录。尽管创作初期库伯将其设定为虚构叙事，但三部曲的最后一个专辑融入了库珀的真实经历，《Everything Costs》与《Bad Blood》两首歌曲以第一视角呈现其个人感悟。
《Missing Film》（2018）
在为某未完成项目创作音乐后，库珀将这批作品以器乐专辑形式发布，命名为《Missing Film》，供独立电影人免费使用。

## 音乐项目与贡献

### 未发行作品
库珀以Radical Face的名义创作的首个音乐项目《The Junkyard Chandelier》从未正式发行。该专辑及其职业生涯中多部未公开的作品（包括专辑《Patients》），仅能通过在线渠道下载。

### 影视引用
美国罪案惊悚剧《黑名单》多次采用Radical Face的歌曲，包括《Welcome Home》《Baptisms》《Always Gold》《The Road to Nowhere》《Summer Skeletons》和《Letters Home》。2021年，剧集制作人乔恩·博肯坎普（Jon Bokenkamp）与约翰·比斯尔（John Bissell）邀请库珀为第八季大结局创作主题曲。库珀与音乐人乔什·李（Josh Lee）合作完成的单曲《One Last Dream》以Radical Face名义发布，并于该集播出当日（2021年6月23日）同步上线。
其歌曲《We're On Our Way》曾被用于 2012 年的电影《壁花少年》的预告片中。
Radical Face所演唱的歌曲《Glory》和《All is Well (Goodbye, Goodbye)》曾出现在 2016 年电影《蜜月好友》中。

## 音乐作品

### Radical Face时期
录音室专辑
- The Junkyard Chandelier (2003) (未发行)
- Ghost（英语：Ghost_(Radical_Face_album)） (2007)
- The Family Tree: The Roots (2011)
- The Family Tree: The Branches (2013)
- The Family Tree: The Leaves (2016)
- Missing Film (2018)
- Ghost (Anniversary Edition) (2019)
- A Light in the Woods (2023) (six-volume collection)
- B-Sides and Rarities 2002-2011 (2024)
- Mixtape (2024)

合集
- The Bastards (2016)

EP
- Touch the Sky (2010)
- Always Gold (2012)
- SunnMoonnEclippse (2017)
- Covers, Vol 1: Lady Covers (2018)
- Therapy (2019)
- Therapy (Alternate Reality Version) (2019)
- Hidden Hollow, Vol. One (2021)

单曲
- 《Welcome Home（英语：Welcome Home (Radical Face song)）》 (2011)
- 《Reveries》 (2020)
- 《Family》 (2021)
- 《Dreamless Sleep》 (2021)
- 《One Last Dream》 (2021)

### Electric President时期
录音室专辑
- S/T（英语：S/T (Electric President album)） (2006)
- Sleep Well (2006)
- The Violent Blue（英语：The Violent Blue） (2010)

EP
- You Have the Right to Remain Awesome (2004)

### The Clone Project时期
- Clone (2014)